# Dimitrij Rupel
Dimitrij Rupel (ur. 7 kwietnia 1946 w Lublanie) – słoweński polityk, socjolog, pisarz i dyplomata, minister spraw zagranicznych, burmistrz Lublany, ambasador Republiki Słowenii w Stanach Zjednoczonych.

## Życiorys
W 1970 ukończył studia z zakresu literatury i socjologii na Uniwersytecie Lublańskim. Kształcił się w także na University of Essex (1966–1967). W latach 70. na amerykańskim Brandeis University uzyskał stopień doktora w zakresie socjologii. W tym okresie zaczął też zawodowo publikować materiały literackie i dziennikarskie. Do 1989 w różnych latach był wykładowcą na kanadyjskim Queen’s University, a także w The New School for Social Research i na Cleveland State University.
W latach 80. wraz z grupą słoweńskich intelektualistów współtworzył opozycyjny wobec władz komunistycznych periodyk „Nova Revija”, w ramach którego opracowywano słoweński program narodowy (Nova revija 57). Po przemianach politycznych został zatrudniony na macierzystej uczelni, w 1992 objął stanowisko profesora na Uniwersytecie Lublańskim. Został członkiem licznych organizacji zrzeszających pisarzy i publicystów, jest autorem kilku książek.
Od 1990 związany także z działalności polityczną. Po zwycięstwie opozycyjnej koalicji DEMOS w wyborach w 1990 został sekretarzem stanu ds. współpracy międzynarodowej w rządzie, na czele którego stanął Lojze Peterle. Stał się następnie pierwszym ministrem spraw zagranicznych niepodległej Słowenii, urząd ten pełnił do 1993. Brał udział w zakładaniu centrolewicowej Partii Demokratycznej, której został przewodniczącym. W 1992 został posłem do Zgromadzenia Państwowego. W 1994 został wybrany na burmistrza Lublany. W latach 1997–2000 pełnił funkcję ambasadora Republiki Słowenii w Stanach Zjednoczonych. Od 2000 do 2008 ponownie stał na czele słoweńskiego resortu spraw zagranicznych (z dwoma kilkumiesięcznymi przerwami w 2000 i w 2004). Działał w Liberalnej Demokracji Słowenii, z której przeszedł do Słoweńskiej Partii Demokratycznej. W 2005 sprawował funkcję przewodniczącego OBWE.
Po przejęciu władzy przez centrolewicę w 2008 nowy premier Borut Pahor powołał go na swojego osobistego doradcę ds. polityki zagranicznej.